# Just a Little Lovin’ (альбом Кармен Макрей)
Just a Little Lovin’ — студийный альбом американской певицы Кармен Макрей 1970 года, ставший четвёртым (и последним) студийным её альбомом, записанным для Atlantic Records. Альбом по большей части представляет собой смесь поп- и джазовых песен с явно попсовым уклоном. Продюсер Ариф Мардин объединил Макрей со студийной группой The Dixie Flyers, бэк-вокалистками The Sweet Inspirations и музыкальной секцией во главе с Кингом Кертисом.

## Отзывы критиков
| Оценки критиков               | Оценки критиков |
| Источник                      | Оценка          |
| ----------------------------- | --------------- |
| AllMusic                      | [ 1 ]           |
| Encyclopedia of Popular Music | [ 2 ]           |
| Record World                  | [ 3 ]           |

Рецензент AllMusic Тим Сендра в свей рецензии пишет: «Макрей исполняет обычные для The Beatles каверы (безжизненное „Something“, очень расслабленное и чувственное „Here, There and Everywhere“ и драматичный взгляд на „Carry That Weight“) и поп-мелодии, такие как „Didn’t We“ Джимми Уэбба и „Goodbye, Joe“ Лоры Ниро. По-настоящему выделяется альбом треками, которые звучат более по-домашнему и по-южному, такими как те, что взяты из Dusty in Memphis („Just a Little Lovin'“, „Breakfast in Bed“), и треками, написанными Тони Джо Уайтом (обалденные „I Thought I Know You Well“ и „I Want You“). Группа звучит полностью в ритме этих записей, и Макрей отвечает на них несколькими в высшей степени дерзкими выступлениями. Как и все другие ее пластинки Atlantic, это разношерстный альбом, но его стоит взять в руки поклонникам Carmen McRae — и если вы не один из них, вам следует им стать!». В журнале Billboard написали, что «Макрей предлагает очередной сет в своём прекрасном стиле». Среди двенадцати «исключительных» треков рецензент выделил особо «Here, There and Everywhere», «Carry That Weight» и «I Love the Life I Live». В журнале Record World заявили, что «примерно раз в год Кармен Макрей тратит все свои силы на альбом, в котором она показывает всем остальным, как нужно петь». Рекс Рид из Stereo Review: «Это должно было случиться. Послужной список Кармен Макрей был слишком хорош, чтобы в это поверить. В итоге ей пришлось выпустить разочаровывающий альбом, и это — Just a Little Lovin’. Я не виню качественных певцов за то, что они пытаются выделиться, расширить свой кругозор и быстро заработать на хлеб, исполняя рок-песни. Но трагедия в том, что это просто никогда не срабатывает, и никого нельзя одурачить ни на минуту».

## Список композиций
1. «Just a Little Lovin’» (Барри Манн, Синтия Вайль) — 2:15
2. «Something» (Джордж Харрисон) — 3:07
3. «I Thought I Knew You Well» (Тони Джо Уайт) — 3:42
4. «I Want You» (Том Уэйтс) — 2:10
5. «More Today Than Yesterday» (Патрик Аптон) — 2:59
6. «Here, There and Everywhere» (Джон Леннон, Пол Маккартни) — 2:32
7. «Carry That Weight» (Джон Леннон, Пол Маккартни) — 2:45
8. «Breakfast in Bed» (Донни Фриттс, Эдди Хинтон) — 3:12
9. «I Love the Life I Live» (Вилли Диксон) — 2:25
10. «What’cha Gonna Do» (Донни Фриттс, Джон Рид) — 3:35
11. «Didn’t We» (Джим Уэбб) — 3:22
12. «Goodbye Joe» (Лора Ниро) — 2:30

Бонус-треки японского переиздания 1991 года
1. «I Love You More Than You’ll Ever Know» (Эл Купер) — 3:37
2. «Just a Dream» (Бобби Уорт) — 3:16
3. «Silent Spring» (Аллан Пол Шаткин) — 3:05

Все треки были записаны 2 февраля 1970 года в студии Atlantic South-Criterions в Майами, Флорида, за исключением «Didn’t We», записанной 18 мая 1970 года в Atlantic Studios в Нью-Йорке. Песни «I Love You More Than You’ll Ever Know» и «Just a Dream» были записаны 15 сентября 1969 года в Regent Sound Studio, Нью-Йорк, и «Silent Spring» в марте 1970 года в Atlantic Studios в Нью-Йорке.

## Участники записи
- Кармен Макрей — вокал
- Ариф Мардин — аранжировщик, музыкальное направление
- Духовая секция (на всех треках, кроме 11, 13-15):
  - Кингом Кертисом[англ.] — альт-саксофон, тенор-саксофон (соло)
  - Джордж Дорси — альт-саксофон
  - Пеппер Адамс[англ.] — баритон-саксофон
  - Джо Ньюмен — труба (соло)
  - Гарнетт Браун[англ.] — тромбон
  - Уолли Кейн, Джордж Мардж, Ромео Пенке — деревянные духовые
  - Джозеф Деанджелис, Энтони Миранда, Брукс Тиллотсон — валторна
- The Dixie Flyers:
  - Майк Атли — электрическое пианино, орган
  - Джим Дикинсон — гитара, клавишные
  - Чарли Фримен — соло-гитара
  - Томми МакКлюр — бас-гитара
  - Сэмми Крисон[англ.] — барабаны, перкуссия
- The Sweet Inspirations — бэк-вокал (2, 3, 7, 12, 13)
- Неизвестная струнная секция под управлением Джина Орлоффа[англ.] (1, 2, 7, 10, 13-15)
- Эл Гафа[англ.] — гитара (11)